# Karmintopp
Karmintopp (Stromanthe thalia) är en strimbladsväxtart som först beskrevs av Vell., och fick sitt nu gällande namn av J.M.A.Braga. Enligt Catalogue of Life ingår Karmintopp i släktet broktoppar och familjen strimbladsväxter, men enligt Dyntaxa är tillhörigheten istället släktet broktoppar och familjen strimbladsväxter. Arten förekommer tillfälligt i Sverige, men reproducerar sig inte. Inga underarter finns listade.

## Bildgalleri

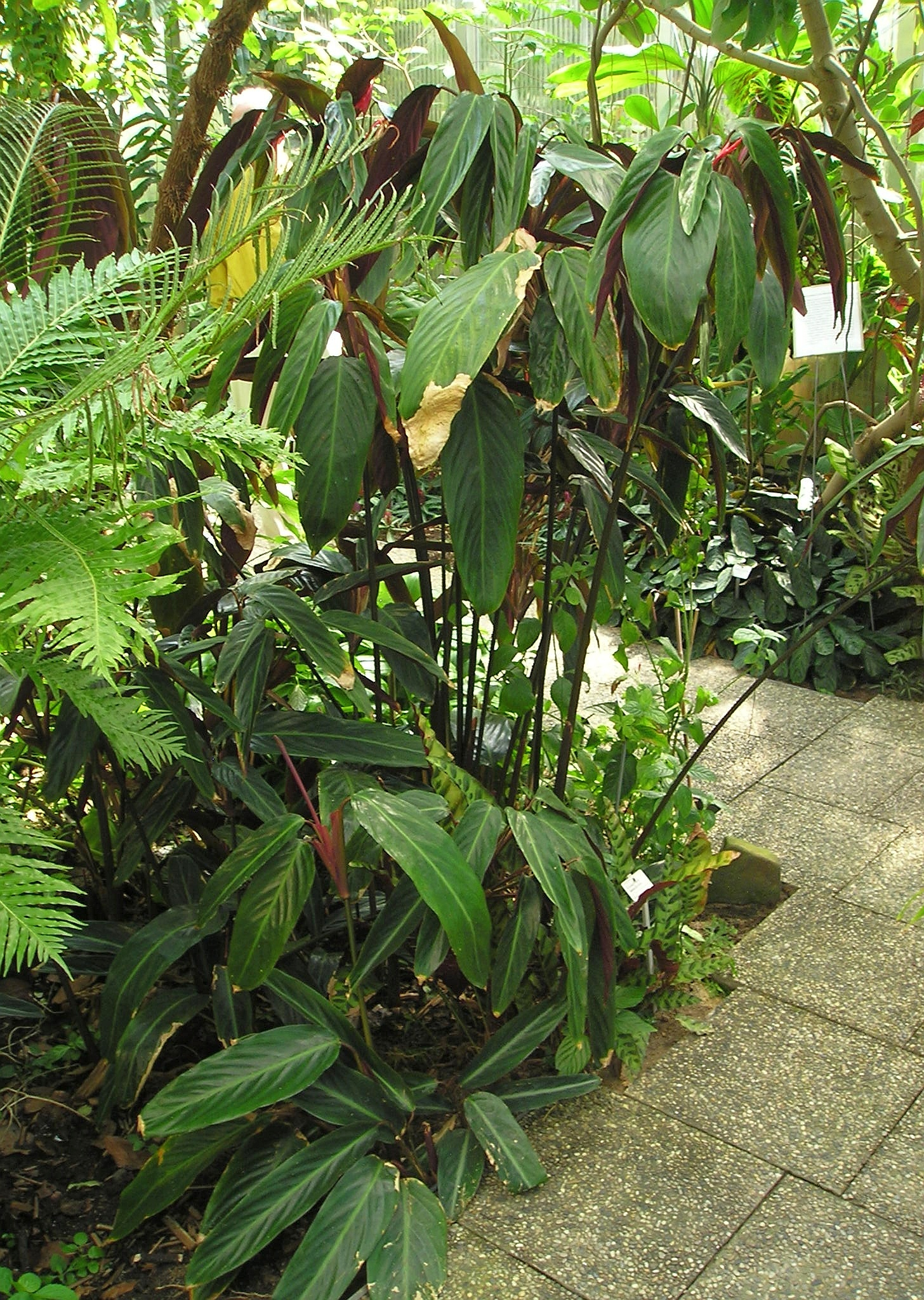
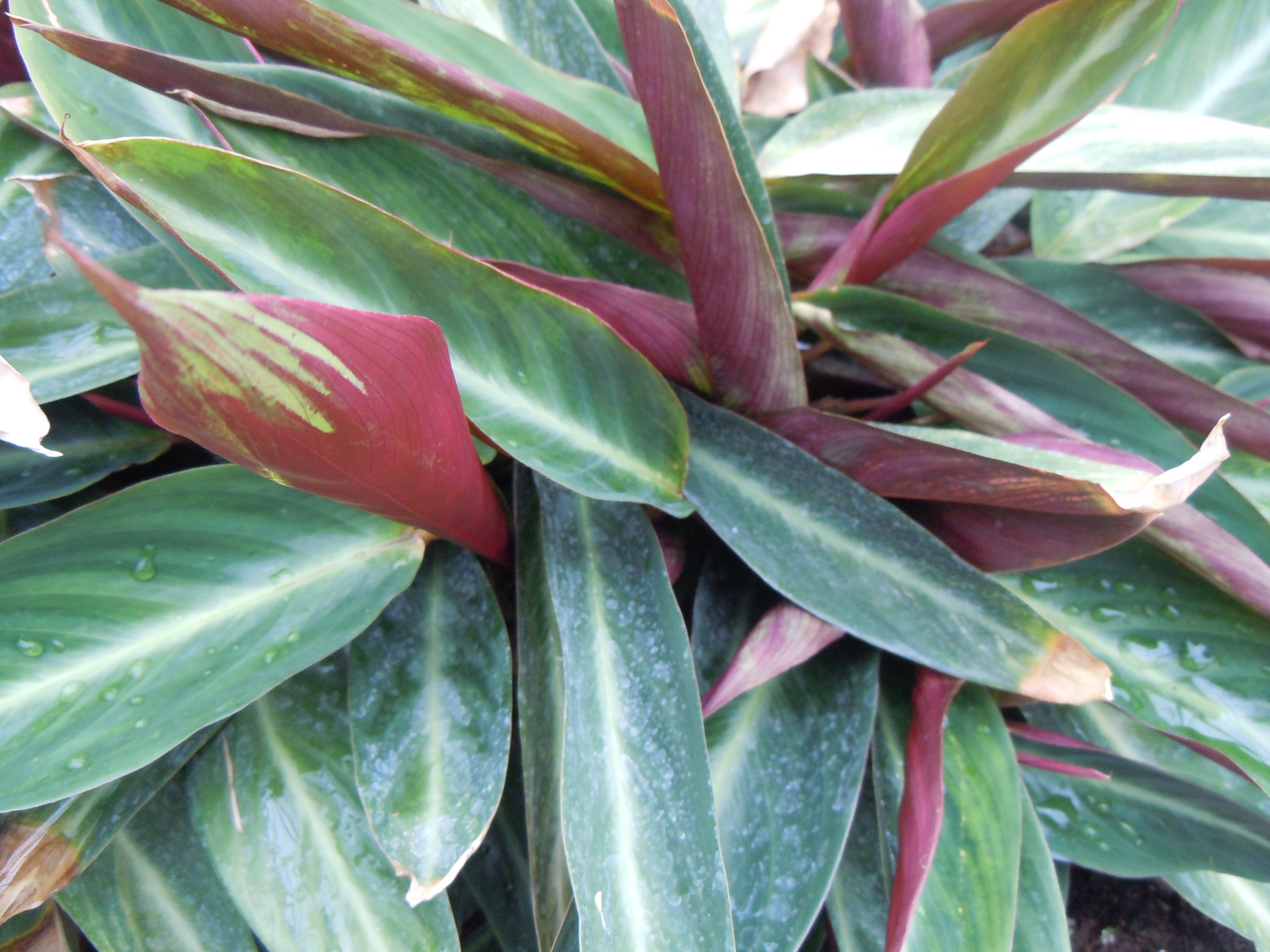
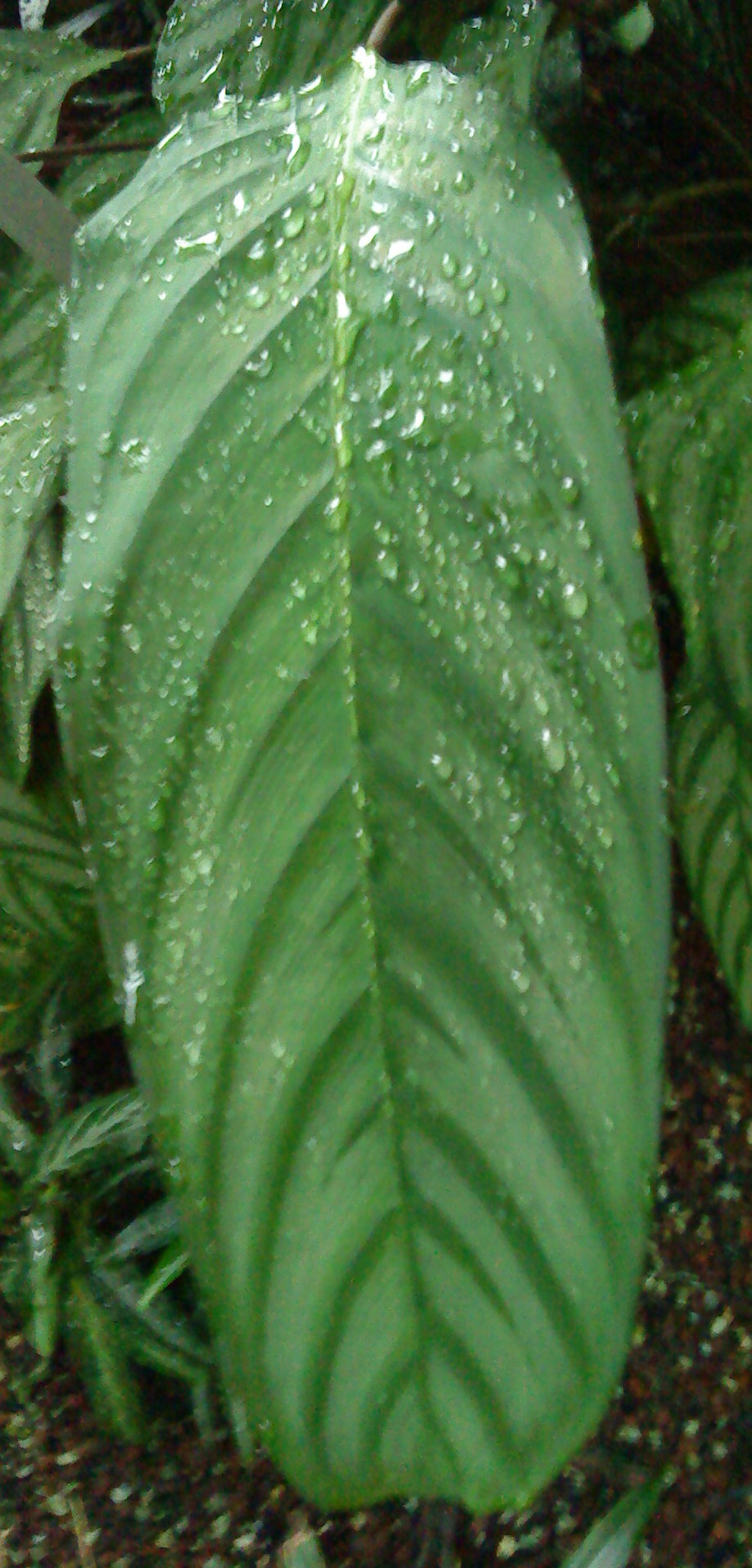
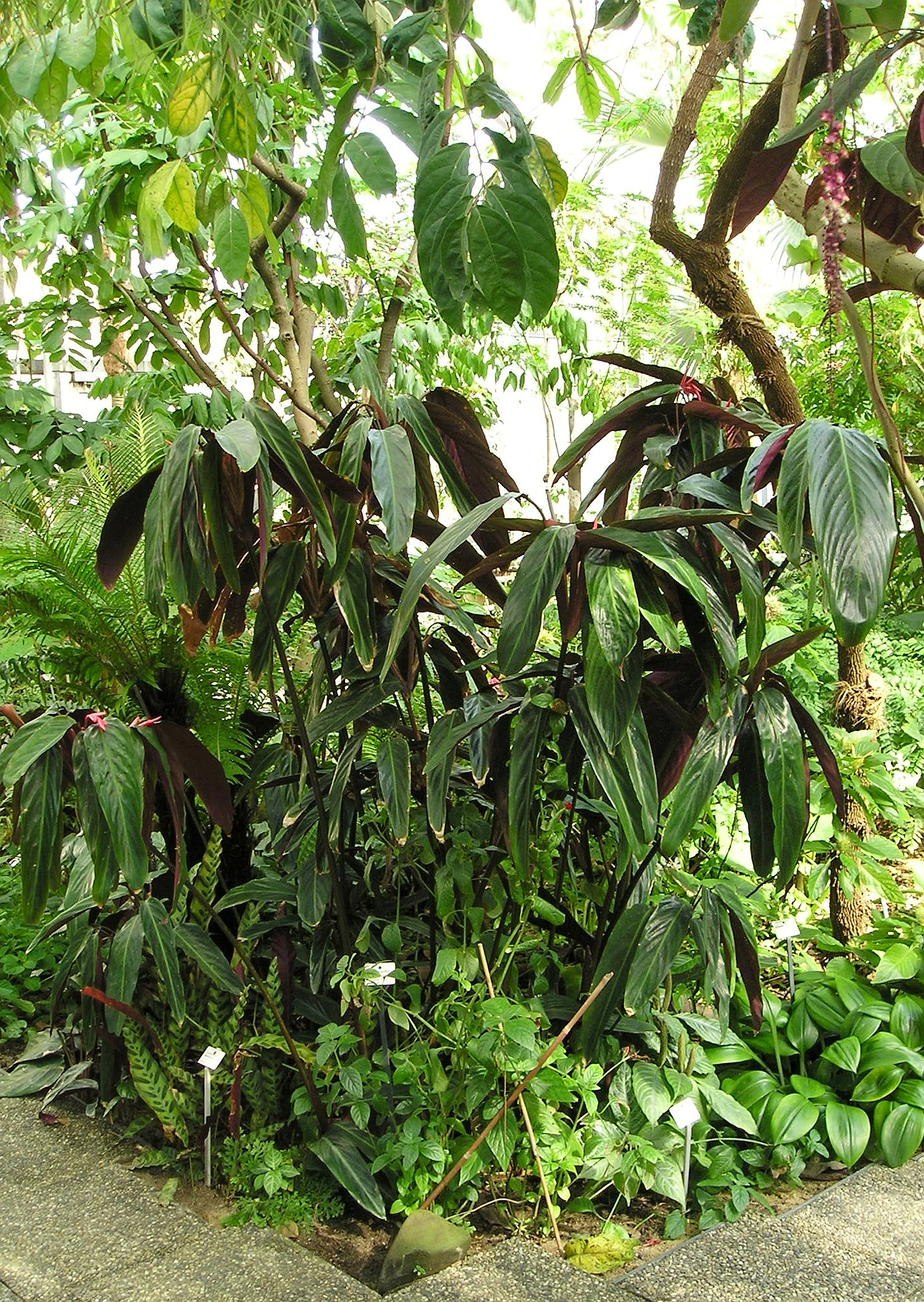